# La Femme abandonnée
La Femme abandonnée est une nouvelle d’Honoré de Balzac parue en 1832 dans La Revue de Paris et publiée en volume en 1833 dans le tome II des Scènes de la vie de province des Études de mœurs aux éditions de Madame Béchet. Elle est rééditée en 1839 aux éditions Charpentier, puis en 1842 dans l’édition Furne avec une dédicace à la duchesse d’Abrantès. Elle figure alors dans les Scènes de la vie privée de La Comédie humaine.

## Résumé
Au printemps 1822, le baron Gaston de Nueil, un jeune Parisien, est envoyé en convalescence en Basse-Normandie. Il séjourne à Bayeux, auprès de sa famille, dans le milieu aristocratique local et étriqué. Il apprend l'existence de la vicomtesse de Beauséant : après une aventure malheureuse avec le marquis d'Ajuda-Pinto, qui l’abandonne, elle se réfugie dans un château de Basse-Normandie, à Courcelles, où elle vit en solitaire.
Dans son château, elle refuse toute invitation, elle limite les visites, elle se tient à l’écart du monde. Sa mystérieuse personnalité et ses aventures lui valent une réputation de personne hors norme. Gaston est très intrigué par cette fameuse vicomtesse dont tout le monde parle, mais qu’on ne voit jamais. Il tourne autour de son château, observe, se décide à entrer, et il réussit à s'y faire recevoir grâce à un intermédiaire. Là se trouve le vrai raffinement féminin selon lui. La vicomtesse le reçoit fraîchement, mais elle garde tout son pouvoir de séduction et Gaston tombe sous le charme. La vicomtesse résiste avec une fermeté élégante aux innocents témoignages d’amour du jeune homme et, pour lui échapper, part à Genève, où Gaston parvient à la rejoindre. Les deux amants vivent alors neuf années magnifiques qui font oublier à la vicomtesse sa terreur de l’abandon.
Le couple revient en France. La famille de Gaston, en particulier sa mère, femme vertueuse qui a toujours refusé de voir la vicomtesse, destine celui-ci à une jeune fille inintéressante mais fortunée. Mais la vicomtesse, au désespoir, lui demande de choisir, lui montrant son intérêt pour son avenir, redoutant leur différence d’âge (Gaston a alors 30 ans et la vicomtesse 40), dans l’espoir que Gaston abandonne l’idée du mariage et lui revienne. Malheureusement, Gaston réagit mal et il lui fait connaître sa décision par lettre au lieu de se précipiter à ses pieds. Mme de Bauséant fait alors annoncer à Gaston qu'elle est partie.
Gaston se marie. Mme de Beauséant est donc abandonnée pour la deuxième fois. Elle lui renvoie sa lettre sans la lire. Sans faire aucun cas de son épouse, qui est un personnage complètement absent dans cette nouvelle, il finit par se suicider.

## Thème
La nouvelle oppose la passion amoureuse au confort et à la quiétude d'une petite vie bourgeoise monotone.
Pour comprendre l'importance de la vicomtesse de Beauséant dans La Comédie humaine, il faut l'avoir vue évoluer dans le monde parisien. Dans Le Père Goriot, ce personnage était LA référence parisienne, LE Salon où il fallait être invité pour faire partie du « beau linge ». C'est elle qui a initié son parent Eugène de Rastignac aux subtilités de la vie parisienne, lui présentant Delphine de Nucingen, fille cadette du vieux Goriot qu'elle finit par inviter, après bien des refus, le soir même de son bal d'adieu à Paris. Ce bal où elle brille malgré son chagrin sera le dernier avant son exil, car son abandon par le marquis lui sera une humiliation insupportable.

## Réception
Selon Charles Dantzig, La Femme abandonnée et L'Illustre Gaudissart étaient les textes les plus appréciés de Marcel Proust.